# Ялангачевский сельсовет
Ялангачевский сельсовет — муниципальное образование в Балтачевском районе Башкортостана.

## История
Согласно «Закону о границах, статусе и административных центрах муниципальных образований в Республике Башкортостан» имеет статус сельского поселения.

## Население
| 2002 | 2009 | 2010 | 2012 | 2013 | 2014 | 2015 |
| ---- | ---- | ---- | ---- | ---- | ---- | ---- |
| 725  | ↘678 | ↘607 | ↘555 | ↘535 | ↘526 | ↘502 |
| 2016 | 2017 |      |      |      |      |      |
| ↘474 | ↘467 |      |      |      |      |      |

## Состав сельского поселения
| № | Населённый пункт | Тип населённого пункта          | Население |
| - | ---------------- | ------------------------------- | --------- |
| 1 | Ялангачево       | деревня, административный центр | ↘211      |
| 2 | Мишкино          | деревня                         | ↘326      |
| 3 | Якунино          | деревня                         | ↘70       |

До декабря 1986 года в состав сельсовета входила деревня Юпитер, исключенная из учетных данных Указом Президиума ВС Башкирской АССР от 12.12.1986 N 6-2/396 «Об исключении из учетных данных некоторых населенных пунктов»).